# Renato Ulrich
Renato Ulrich, né le 14 décembre 1983, est un skieur acrobatique suisse spécialisé dans les épreuves de saut acrobatique. 
Au cours de sa carrière, il a pris la dixième place des Jeux olympiques 2006, aux différents Mondiaux auxquels il a pris part sa meilleure performance est une quatrième place en 2009 et 2011, enfin en coupe du monde, il est monté à cinq reprises sur un podium dont le premier est une troisième place le 1er février 2008 lors d'une étape à Deer Valley aux États-Unis.

## Palmarès

### Jeux olympiques
| Édition/Discipline   | Saut acrobatique |
| Jeux olympiques 2006 | 10e              |
| Jeux olympiques 2010 | 18e              |
| Jeux olympiques 2014 | 12e              |

### Championnats du monde
| Édition/Discipline | Saut acrobatique |
| Mondiaux 2003      | 16e              |
| Mondiaux 2009      | 4e               |
| Mondiaux 2011      | 4e               |

### Coupe du monde
- Meilleur classement général : 8e en 2011.
- Meilleur classement en saut acrobatique : 3e en 2011.
- 5 podiums en saut acrobatique.